# Pelosol

Profil eines Pelosols

Der Pelosol oder Tonboden (von griechisch: pelos = Ton und lateinisch: solum = Boden) ist ein sehr tonreicher Bodentyp, der die Endstufe der Bodenentwicklung auf Tonstein ist. Der Boden weist drei Horizonte auf und wird von der Deutschen Bodensystematik in die Klasse D (Pelosole) eingeteilt. Seine Abkürzung lautet DD.

## Entstehung
Auf freiliegendem Tonstein bildet sich schnell eine Pflanzendecke, wodurch ein dünner, humoser Oberboden entsteht (Bodentyp Syrosem). Sobald der humose Oberboden mächtiger als 2 cm ist, wird das nächste Stadium der Bodenentwicklung erreicht: Meist ist dies der Ranker (silikatischer Tonstein; ≤ 2 Gew.% Kalk); seltener die Pararendzina (mergeliger Tonstein; > 2 bis < 75 Gew.% Kalk).
Unter dem Oberbodenhorizont beginnt auch der Tonstein allmählich zu verwittern. Wenn dadurch im Unterboden ein weiterer Horizont entstanden ist, wird der Boden als Pelosol angesprochen. Mit der Zeit wird dieser Horizont immer mächtiger, er ändert aber nicht mehr wesentlich seine Eigenschaften. Von daher entwickelt sich der Boden nicht mehr zu anderen Bodentypen weiter und das Endstadium der Bodenbildung ist erreicht (Klimaxboden).

## Verbreitung

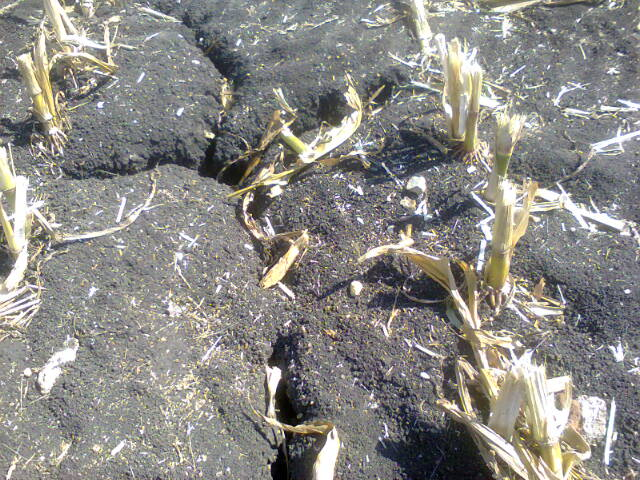
Bodenoberfläche eines Humuspelosols im Nördlinger Ries

Pelosole entstehen auf Tonstein oder aus tonig verwitterndem Material, somit ist ihre Verbreitung weitgehend an Vorkommen dieser Materialien gebunden. Tonstein ist nicht sehr verbreitet, wobei es verstreute Vorkommen überall in den mitteleuropäischen Mittelgebirgen gibt. Besonders große Bedeutung haben Tonsteine im Allgäu, dem Ostwestfälischen Bergland, dem Thüringer Becken oder der Schwäbischen Alb. Pelosole können sich aber auch aus abgelagerten Tonen bilden, ein sehr prägnantes Beispiel ist hier das Nördlinger Ries, wo sich aus den abgelagerten Riesseetonen mächtige Humuspelosole gebildet haben.

## Eigenschaften
Die Tonminerale der Tonsteine sind in der Regel hochwertige 3-Schicht-Tonminerale. Durch diese sind die Böden nährstoffreich und haben eine hohe Nährstoffhaltefähigkeit (KAK) um 20 cmol+. Außerdem können diese Tonminerale in Abhängigkeit vom aktuellen Wassergehalt Wasser aufnehmen und wieder abgeben, weshalb sie quellen und schrumpfen. Bei Trockenheit entstehen so tiefe Risse, die sich bei Nässe wieder schließen. Im Boden kommt es dadurch zu ständigen Scherbewegungen, wodurch sich ein stark ausgeprägtes Gefüge aus groben, scharfkantigen Bodenaggregaten bildet (Polyeder oder Prismen). Außerdem entstehen an den Aggregatgrenzen glatte, glänzende Scherflächen (slicken sides), die im Bodenprofil deutlich sichtbar sind.
Der Wasserhaushalt des Bodens weist einige Besonderheiten auf: Durch die Trockenrisse können Niederschläge direkt nach unten sickern, ohne den Boden im ganzen zu durchfeuchten (vertikale Entwässerung). Außerdem weist Ton nur wenig Bodenluft auf (Tendenz zur Staunässe) und kann kaum pflanzenverfügbares Wasser speichern. Das meiste Wasser wird so stark im Boden gebunden, dass es für Wurzeln nicht erreichbar ist. Dies macht den Standort problematisch für Pflanzen. Reine Pelosole sind in Mitteleuropa selten, aufgrund ihrer hydrologischen Eigenschaften zeigen sie oft Merkmale von Staunässe und sind daher oft mit Pseudogleyen vergesellschaftet.
Eine Besonderheit ist die Selbstmulchung (pedogene Durchmischung): Über die Risse rieselt humoser Oberboden tief in den Boden und wird über die Scherbewegungen selbständig homogen eingearbeitet. Deshalb weisen Pelosole bis in große Tiefen relativ hohe Humusgehalte auf.

## Horizontierung
Der Pelosol weist drei Horizonte auf: Ah/P/C.
- Ah: An der Oberfläche ist der humose (h) Oberbodenhorizont (A). Er ist sehr tonreich. Wird der Standort als Acker genutzt, trägt er die Bezeichnung Ap (p für gepflügt).
- P: Unter dem Ah-Horizont beginnt der Pelosol-Horizont (P), der nur bei diesem Bodentyp zu finden ist. Es handelt sich um das verwitterte, tonreiche Ausgangsmaterial. Der Tongehalt ist sehr hoch (≥ 45 Gew.%), wobei quellfähige 3-Schicht-Tonmineralien überwiegen. Der Horizont muss innerhalb der obersten 30 cm beginnen. Unter trockenen Bedingungen weist er tiefe Risse auf. Darüber hinaus hat er ein ausgeprägtes Gefüge.
- i,eC: Das Ausgangsmaterial ist Tonstein. Es kann silikatisch (i) oder mergelig (e) sein.

Auf Tonstein ist er meist eher flachgründig, auf sedimentären Tonablagerungen kann er dagegen je nach Mächtigkeit des Ausgangsgesteins tiefgründig entwickelt sein.

## Verwandte Bodentypen
In der internationalen Bodenklassifikation World Reference Base for Soil Resources (WRB) wird für quellende und schrumpfende Tonböden die Bezeichnung Vertisol verwendet. Vertisole verlangen jedoch spezielle Merkmale (keilförmige Aggregate, slickensides), die bei vielen mitteleuropäischen Pelosolen nicht (ausreichend) entwickelt sind. Bei tropischen und subtropischen Tonböden sind diese Merkmale oft wesentlich stärker ausgeprägt. Zahlreiche mitteleuropäische Pelosole gehören daher in der WRB nicht zu den Vertisolen, sondern zu den Phaeozemen oder Cambisolen mit den Qualifiern Vertic oder Protovertic. Andererseits verlangen Vertisole einen Mindesttongehalt von lediglich 30 %, weshalb einige Vertisole keine Pelosole sind, sondern z. B. zu den Braunerden gehören.
Die Terra fusca weist ähnlich hohe Tongehalte auf. Allerdings bildet sie sich auf Kalkstein und weist geringwertigere 2-Schicht-Tonmineralien auf. Von daher kommt es in ihr nicht zum Quellen und Schrumpfen. Außerdem ist die Nährstoffhaltefähigkeit etwas geringer.
Auch Marschböden wie die Kleimarsch haben hohe Tongehalte, allerdings ganz andere Eigenschaften.

## Nutzung
Pelosole sind zwar fruchtbar aber wegen ihrer extrem hohen Tongehalte nur schwer zu bearbeiten (Minutenboden). Vor allem das Pflügen ist nur bei bestimmten Wassergehalten möglich und verlangt schwere Technik. Darüber hinaus kommt es schnell zu Trockenstress, da der Boden nur wenig pflanzenverfügbares Wasser speichern kann. Deshalb ist die Ackernutzung auf reinen Pelosolen in Mitteleuropa die Ausnahme. Es überwiegen die Grünlandnutzung und die Forstwirtschaft. Pelosole sind außerdem aufgrund ihrer physikalischen Eigenschaften erosionsgefährdet.

## Sonstiges
Der Pelosol wurde am 3. Dezember 2021 mit einer Veranstaltung in der Landesvertretung Baden-Württembergs in Berlin zum Boden des Jahres 2022 gekürt.